# Битва при Бамбуи
Битва при Бамбуи проиходила с 28 по 31 июля 2022 года, когда камерунские войска начали локальное наступление на контролируемый амбазонцами город Бамбуи в Северо-Западном регионе Камеруна, что спровоцировало столкновения с сепаратистскими Силами самообороны Амбазонии.

## Предыстория
Англоязычный кризис начался в 2017 году, когда англоговорящие люди в северо-западных и юго-западных регионах Камеруна объявили о своей независимости из-за обвинений в преследовании со стороны франкоязычного камерунского правительства. К 2020 году камерунское правительство установило контроль над крупными городами, в то время как амбазонские повстанцы контролировали большую часть сельской местности и несколько деревень. К 2022 году обе стороны регулярно совершали нападения на территории друг друга. В июле 2022 года напряженность вспыхнула в Северо-Западном регионе недалеко от региональной столицы Баменды после того, как камерунские войска убили командира амбазонского «Красного дракона».

## Битва
28 июля камерунские СМИ заявили, что камерунские силы готовят вторжение в северо-западный Камерун. Днём позже камерунские силы прошли через города Эньо, Эвай и Боссом. Проходя через Бамбуи 31 июля, подразделения камерунской бригады жандармерии Туба и специальных жандармских сил устроили засаду на группу бойцов Амбазонии, что вызвало перестрелку. По данным камерунских СМИ, в ходе столкновения погибло пятнадцать бойцов Амбазонии, а одиннадцать камерунских солдат получили ранения. Операция была спланирована камерунским генералом Бубой Добекрео.
Два амбазонских командира — генерал Раста (также известный как Рой Ангафор Асенджо) и полковник Джон, были схвачены. Центр по правам человека и демократии в Африке заявил, что генерал Раста и полковник Джон оба подвергались пыткам перед смертью и были убиты без суда и следствия.